# Wołodymyr Sawczenko
Wołodymyr Mykołajowycz Sawczenko, ukr. Володимир Миколайович Савченко, ros. Владимир Николаевич Савченко, Władimir Nikołajewicz Sawczienko (ur. 9 września 1973 w Doniecku, Ukraińska SRR) – ukraiński piłkarz, grający na pozycji bramkarza, reprezentant Ukrainy.

## Kariera piłkarska

### Kariera klubowa
W 1991 rozpoczął karierę piłkarską w Majaku Charków, który w następnym sezonie zmienił nazwę na Olimpik Charków. W tym że roku został piłkarzem Metalista Charków. Potem przeniósł się do CSKA-Borysfen Kijów. W 1996 wyjechał do Korei Południowej, gdzie podpisał kontrakt z Anyang LG Cheetahs. Jednak szybko wrócił do Europy i od 1997 bronił barw klubu Rostsielmasz/FK Rostów. W 2004 przeszedł do Tereka Grozny. W 2006 zakończył karierę piłkarską w klubie Łada Togliatti.

### Kariera reprezentacyjna
11 września 1994 debiutował w reprezentacji Ukrainy w meczu towarzyskim z Koreą Południową, przegranym 0:1.

## Sukcesy i odznaczenia

### Sukcesy klubowe
- mistrz Pierwszej Dywizji Rosji: 2004
- zdobywca Pucharu Rosji: 2004
- finalista Pucharu Rosji: 2003

### Sukcesy indywidualne
- członek Klubu 30 meczów na "0"